# サジントン (コネチカット州)
サジントン（英: Southington）は、アメリカ合衆国コネチカット州のハートフォード郡にある町。人口は4万3753人（2022年推計）。

## 歴史

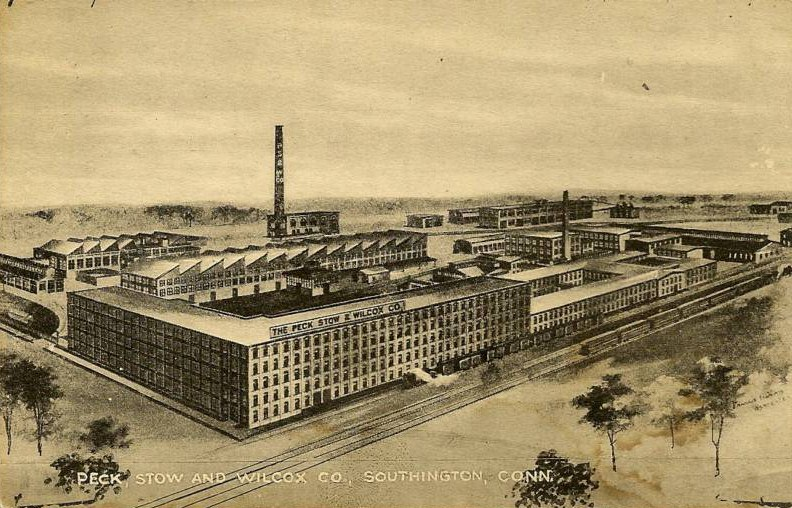
ペック・ストウ・アンド・ウィルコックス工場、1910年

サジントンが町として正式に設立されたのは1779年のことだが、その始まりはかなり前に遡ることができる。サジントンで最初の白人開拓者サミュエル・ウッドラフが、現在のコネチカット州ファーミントンから、当時は「パンソーン」と呼ばれていた地域に移動してきたのが1698年だった。その開拓地が成長して繁栄し、「サウスファーミントン」と呼ばれるようになり、さらに後には短縮形としてサジントンと呼ばれた。
町の初期で最も重要な訪問者はジョージ・ワシントンであり、1770年位ウェザーズフィールドに向かう途中で町を通った。
サジントンのマリオン地区は町の中でも歴史ある場所の1つである。アメリカ独立戦争のときに、フランス軍の将軍ジャン＝バティスト・ド・ロシャンボーとその軍隊が宿営した場所である。1781年6月、ロシャンボー指揮下のフランス軍はファーミントンを出発して13マイル (21 km) 行軍し、サジントンのマリオン地区アサ・バーンズ酒場近くで、コネチカットを抜ける8回目の宿営を張った。そこは現在マリオン歴史地区となっている。
フランス軍はそこに4日間留まった。ロシャンボーとその士官達は酒場を宿舎にし、兵士達は道路の反対側の丘を宿営地とした。その地域はそれからフレンチヒルと呼ばれるようになり、マリオン・アベニューの東側にある標識が、フランス軍の宿営地を示している。ティムロー牧師の『サジントンのスケッチ』（1875年）に拠れば、「地主のバーンズがその酒場で舞踏会を開催し、近隣の大変多くの若い女性が出席した。彼女達は礼儀正しい外国人と舞踏会を開催できるのは栄誉なことと見なした。」と記した。バーンズ地主によって提供された精神を吹き込まれた祝祭は、フランス軍が滞在した4晩に及んだ。ロシャンボーは1782年10月27日に戻ってきた時にもバーンズの酒場を再訪した。ティムローに拠れば、2回の宿営にあと何年も、近隣で貨幣やボタンなどの物が拾われた。アサ・バーンズ酒場は現在民間人の住居であり、マリオン・アベニュー1089の宿営地に近い所にある。
サジントンは当初小さく田舎の農業社会だった。1900年代初期、工業の中心地として発展したが、それでも人口は数千人と大変小さなままだった。水中で硬化できる最初のセメント、最初の荷車用ボルト加工機、首の骨を折るネズミ取り、新しいブリキ製品加工法などここで幾つかの製品が発明された。
ニューイングランドの工業全体が衰退し、1960年代半ばに州間高速道路84号線が建設されると、サジントンはベッドタウンとして発展し、町は爆発的に成長して、人口は今日あるように42.000人を超えるまでになった。サジントンの労働者の28%は現在も製造業で雇用されており、その多くは金属製品と飛行機の製造に関わっている。
第二次世界大戦中の1942年5月、町は陸軍省によって「アメリカの縮図、コネチカット州サジントン」という防衛用小冊子で注目を集める場所に選ばれた。写真家が町に集まって働く住民、遊ぶ住民、その家庭と教会の写真を撮った。最終的な出版物はヨーロッパの友邦と敵国に典型的なアメリカの市民と家族、その伝統を価値を見せるためだった。数千部が印刷され、ナチ・ドイツが占領していたヨーロッパに軍用機から落下された。
サジントンでは毎年リンゴ収穫祭が開催され、地域や周辺市から地元企業や居住者が集まって来る。1969年からの伝統行事となり、通常はウィークデイ6日と週末2日に渡って開催される。そのハイライトはパレード、遊園地の乗り物とゲーム、ミュージカル公演、さらにはボーイスカウト・アメリカ、土地の教会、サジントン消防署と警察署、サジントン・ロータリークラブ、サジントン・ジェイシーなど地域社会の肝要なものから提供される特徴的な料理の数々がある。
サジントンを通る主要州道2本には著名住人の名前が付けられている。コネチカット州道10号線の町内の部分はルイス・G・トールズ記念ハイウェイと名付けられ、州の農場の指導者で議員を務めた者（1885年-1956年）にちなむ命名である。この道路は1960年8月6日に開通し、2007年10月6日に新しい標識をつけて再度開通された。コネチカット州道364号線の一部（オークランド道とバーリン通り）は2009年9月11日にオフィサー・ティモシー・フォリー記念ハイウェイとして開通した。これはサジントンで勤務中に殺された最初で現在まで唯一の警官の名前を採っている。フォリーは1937年12月30日に車に轢かれ、その6日後に死んだ。
2011年1月、ジョン・ワイクゼルが町マネジャーを44年間務めた後に引退した。1966年に町政委員会・マネジャー方式の政府が採用されたときの最初の町政委員会から雇われていた。同じ町のマネジャーとして務めたその任期は、国内最長クラスのものである。ワイクゼルは2013年に死去した。

## 地理

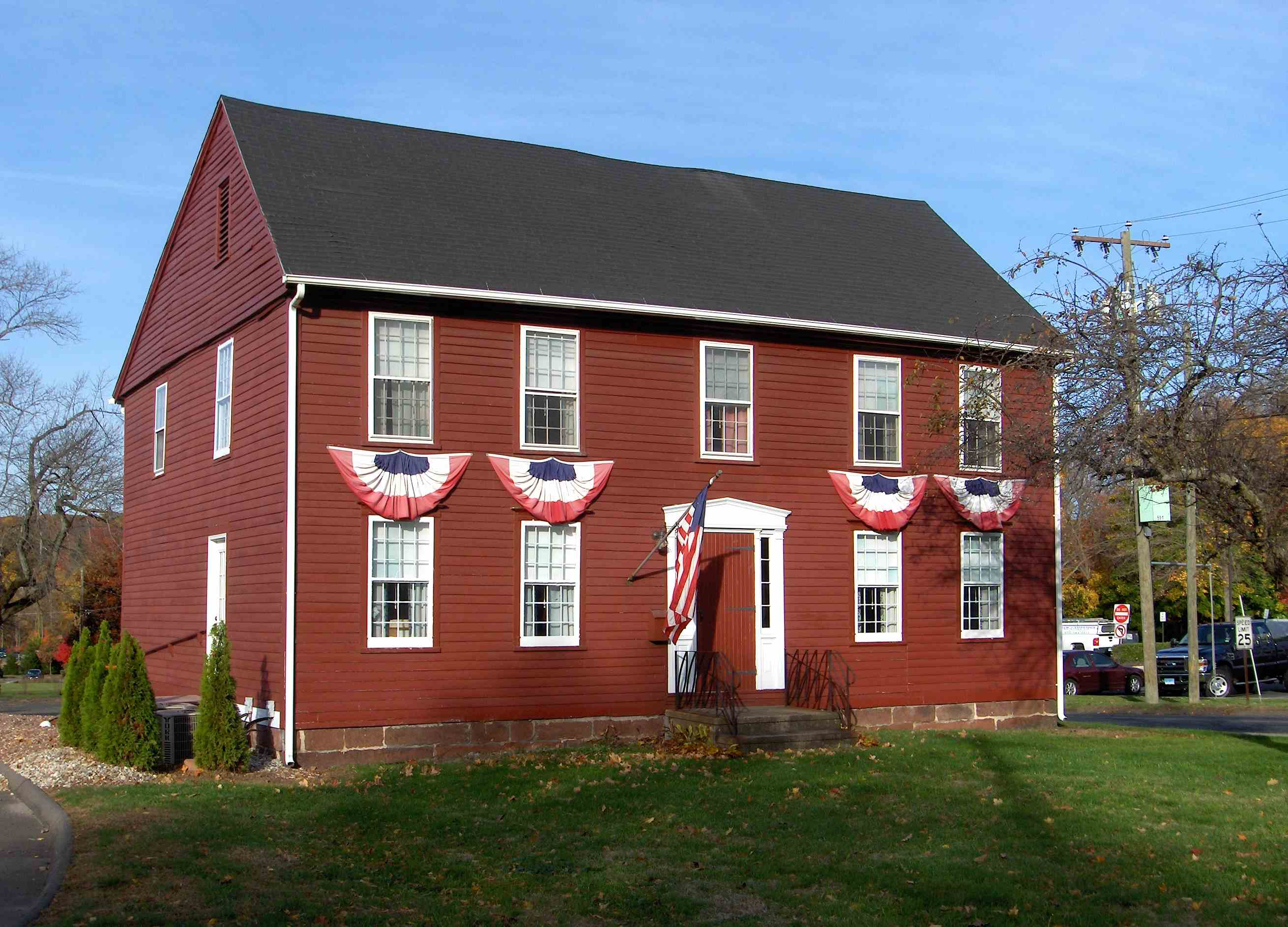
ジョナサン・ルート邸

サジントンは州都ハートフォードの南西32km、ニューヨークの北東128km、ボストンの南西168km、プロビデンスの西124kmに位置している。町内にはプランツビル、マリオン、ミルデールの地区があり、それぞれに郵便局があり、独自の建築もある。町は東西の2つの山の間にあるバレーにある。州間高速道路84号線の出口28号から32号、同691号線の出口4号が町内にあり、コネチカット州道10号線が町を二分している。サジントンは町内に多くの果樹園が現在も点在しているので、「アップル・バレー」というニックネームがある。町内をクィニピアック川が流れている。マウント・サジントン・スキー場があり、1960年代からスキー客を集めている。
サジントン町は北緯14度35分48秒、西経72度52分40秒 (41.596588, -72.87767) に位置している。
アメリカ合衆国国勢調査局に拠れば、町域全面積は36.6平方マイル (94.9km2)であり、このうち陸地35.9平方マイル (93.0 km2)、水域は0.73平方マイル (1.9 km2)で水域率は1.99%である。
ロングアイランド湾からマサチューセッツ州とバーモント州との州境に伸びるトラップロックの多い山地、メタコメット山地がサジントンを通っている。この山地の著名な山は東からブラッドリー山、ラッグド山、ショート山があり、ハンギングヒルズの一部もある。この山地を長さ82キロメートルのメタコメット・トレイルが通っている。ソルティス池も地元住民に良く知られた湖である。1713年にアレクサンダー・ソルティスが発見した。
サジントンの西側の尾根にはグレート・アンコンフォーミティ（大不整合）と呼ばれる極めて珍しい地形がある。

## 人口動態
以下は2010年国勢調査による人口統計データである。
| 基礎データ - 人口: 43,069 人 - 世帯数: 16,814 世帯 - 家族数: 12,036 家族 - 人口密度: 426.2人/km2（1,103.8 人/mi2） - 住居数: 17,447 軒 - 住居密度: 166.9軒/km2（432.2 軒/mi2） 人種別人口構成 - 白人: 95.4% - アフリカン・アメリカン: 1.9% - ネイティブ・アメリカン: 0.4% - アジア人: 2.5% - 太平洋諸島系: 0.1% - その他の人種: 0.9% - 混血: 1.2% - ヒスパニック・ラテン系: 3.4% | 年齢別人口構成 - 18歳未満: 23.8% - 18-24歳: 5.9% - 25-44歳: 29.3% - 45-64歳: 26.3% - 65歳以上: 14.7% - 年齢の中央値: 43歳 - 性比（女性100人あたり男性の人口） - 総人口: 94.1 - 18歳以上: 90.1 世帯と家族（対世帯数） - 18歳未満の子供がいる: 31.8% - 結婚・同居している夫婦: 58.2% - 未婚・離婚・死別女性が世帯主: 9.4% - 非家族世帯: 28.8% - 単身世帯: 24% - 65歳以上の老人1人暮らし: 11.8% - 平均構成人数 - 世帯: 2.54人 - 家族: 3.01人 | 収入と家計 - 収入の中央値 - 世帯: 94,156米ドル - 収入100,000ドル以上の世帯: 37.7% - 家族: 110,590米ドル - 性別 - 男性: 68,378米ドル - 女性: 50,599米ドル - 人口1人あたり収入: 36,682米ドル - 貧困線以下 - 対人口: 3.5% - 対家族数: 2.2% - 18歳未満: 3.0% - 65歳以上: 5.6% |

## 再活性化

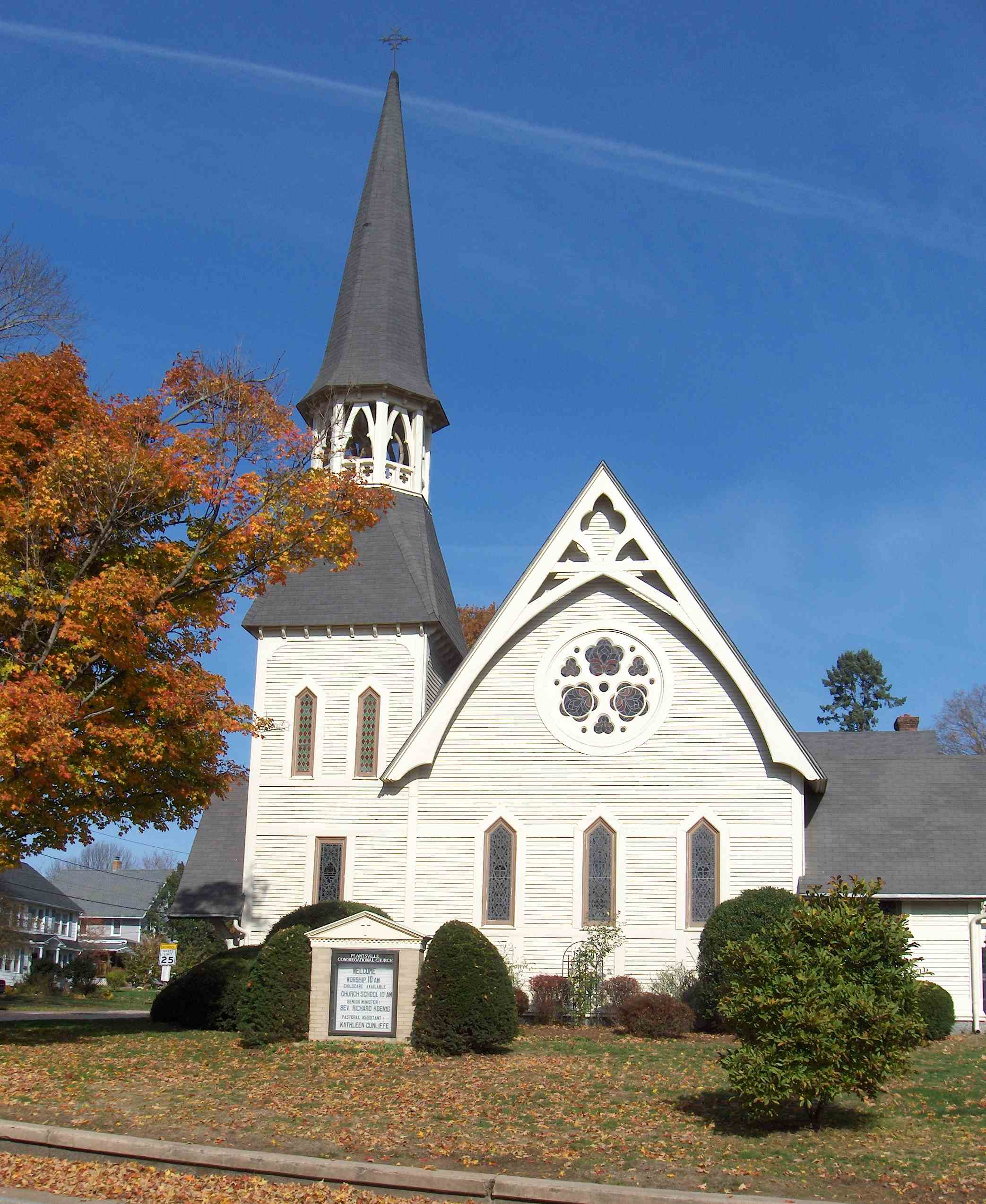
プランツビルの会衆派教会

地域の工業が衰退するとともに、古い工場や建物の多くが現在は利用されていないままである。最近閉鎖されたのは2001年に破産を宣告されたアイデアル・フォージングだった。この工場は町の中心の中央事業地区にある。ニューヨーク市のメリディアン開発共同会社が2003年にこの資産に興味を示すようになった。このプロジェクトは工場の跡地に大規模な住宅、共同住宅、店舗、公園を作り出すことになった。工場の敷地は汚染されていたので、工事を始める前に浄化する必要があった。最近、メリディアンが町の規則に土地の地区指定を追加し、この土地の指定を変え、資産の所有権を獲得し、認可を申請し、ウェットランド・コミッションから解体の承認を得た。2014年10月時点で解体が進行中である。
サジントンはその独自の再活性化を加速させるために独創性を発揮した。2002年、町は中心街ルネッサンス・プロジェクトを完成させた。このプロジェクトでメインストリートとセンター通りの歩道を御影石の縁石とレンガの舗装材で置き換えた。終生町の住人だった慈善事業家ロバート・ペトロスクがこの再活性化に50,000ドルを寄付し、装飾された鉄製街灯柱、ベンチ、ゴミ箱が置かれた。花が咲く樹木が植えられ、元の噴水と照明設備が修復され、レクリエーション公園から町の中心に移された（1961年に公園に移動していた）。ルネッサンスのゾーンが創設され、そのゾーン内にある私企業所有者が御影石、レンガの舗装材、街灯柱のプロジェクトを続けるよう町に申請でき、町はコンクリートの歩道と高価なレンガの歩道の差額を払うことになった。センター通りからリバティ通りの東側までレンガ舗装の延伸が2008年7月に完成し、新しリバティ広場オフィスフィル外側の舗装と繋がった。
町の水道部は2002年にウェストクイーン通りに新しい施設を建設し、2008年6月にはミル通りとハイ通りの間にあった古い施設を解体し、その土地を歩道の延長、鉄製のフェンス、装飾のある街灯柱のある美しい公園に開発した。古い水道施設は歩行トレイルに接している。
トレイルは2003年夏に一般公開された。このトレイルはその数年前に運行を停止した鉄道線の跡地を使った。ファーミントン運河緑道と名付けられ、完成すると歴史あるファーミントン運河に沿って、ニューヘイブンからマサチューセッツ州ノーサンプトンまで伸びることになる。その建設の第2段階は公式に2011年に開通し、プランツビルセンターからチェシャーとの町境まで古い鉄道線の跡を辿っている。景観を改善し、鉄製ベンチを置き、道路と交差するところはレンガの舗装材を置いた。これは将来のサジントン中心街とプランツビルの再活性化に繋がることになっている。最終的にはチェシャー・ニューヘイブン・ルートとも繋がれる。

## 教育
サジントンには、公立小学校8校、中学校2校と高校1校がある。8年生から12年生の生徒にはALTAと呼ばれるオルターナティブ・スクールがある。サジントン公共教育学区には約6,500人の児童生徒が通っており、コネチカット州でも最大級の学区となっている。サジントン高校は生徒数が2,200人を超えて増加しており、卒業生の90%は高等教育機関に進んでいる。
サジントンは家庭向け郊外地として人気があるので、入学者の増加に対応するために学校を拡張する計画が進んでいる。小学校3校が完成し、高校には新しい校舎1棟と2つ目のカフェテリアが完成した。有権者が最近、他の小学校2校の増築と改修を承認し（1校は解体され再建される）、2つの中学校も同様な計画が承認された。
町内には教区学校が3校ある、1校は幼稚園前から8年生まで、1校は幼稚園から5年生まで、1校は幼稚園前から12年生までを教えている。

### 小学校
- ウォルター・A・デリノスキー
- フランダース
- ウィリアム・H・ハットン
- アービン・T・ケリー
- プランツビル
- サウスエンド
- ウィリアム・M・ストロング
- ルーベン・E・サルバーグ

### 中学校
- ジョセフ・A・デパオロ
- ジョン・F・ケネディ

### 高校
- サジントン高校
- サジントン・オルターナティブ教育、別名アルタ

### 教区学校
- セントトマス学校、幼稚園前から8年生まで
- セントドミニク学校、幼稚園から5年生まで
- セントラル・クリスチャン・アカデミー、幼稚園前から12年生まで

### カレッジ
- ブランフォードホール・キャリア・カレッジ
- リンカーン・カレッジ・オブ・ニューイングランド（元ブライアウッド・カレッジ）
- ニューイングランド・バプテスト・カレッジ

## 交通

### バス
2015年3月、コネチカット州で初のバス高速交通機関であるCTファストラクが開業し、ハートフォードとニューブリテンの間で専用道路による運行を始めた。急行バスはハートフォード中心街とウォーターベリーの間を運行し、サジントンでは南メインストリートとマルベリー通りにある無料パークアンドライドのバス停から利用できる。この創業に続いて、公共交通バスがメトロノース鉄道のウォーターベリー駅に連絡し、ブリッジポートからスタンフォード、ニューヨーク市まで行くことができる。

### 高規格道路
サジントンの町内には、州間高速道路84号線、別名「ヤンキー・イクスプレスウェイ」や、州間高速道路691号線など幾つかの高規格道路が通っている。

## 公園とレクリエーション

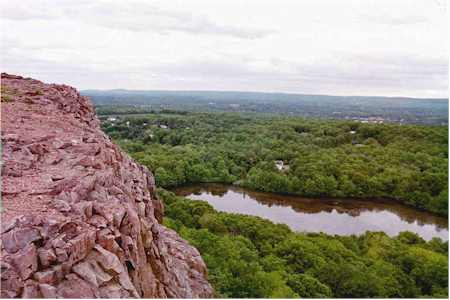
サジントンを見下ろすラッグド山

サジントンにはかなり大きな公園や開放地があり、アウトドア活動の機会を提供している。
公共公園
- クレセント湖
- パンソーン公園
- レクリエーション公園
- サジントンには・ドッグパーク
- サジントン・リトルリーグ野球場
- 退役兵記念公園

レクリエーション
- サジントン山スキー場
- サジントン・カントリークラブ
- ホークス・ランディング・カントリークラブ
- ノースリッジ・ゴルフクラブ（元パインバレー・ゴルフコース）
- メタコメット・トレイル
- ラッグド山
- サジントン・コミュニティYMCA

## 著名な出身者
- クリス・デノーフィア（1980年 - ）、メジャーリーグベースボール選手、シカゴ・カブス他
- ロブ・ディブル（1964年 - ）、メジャーリーグベースボール選手、シンシナティ・レッズ他
- カール・パバーノ（1976年 - ）、メジャーリーグベースボール選手、ミネソタ・ツインズ他

## アメリカ合衆国国家歴史登録財

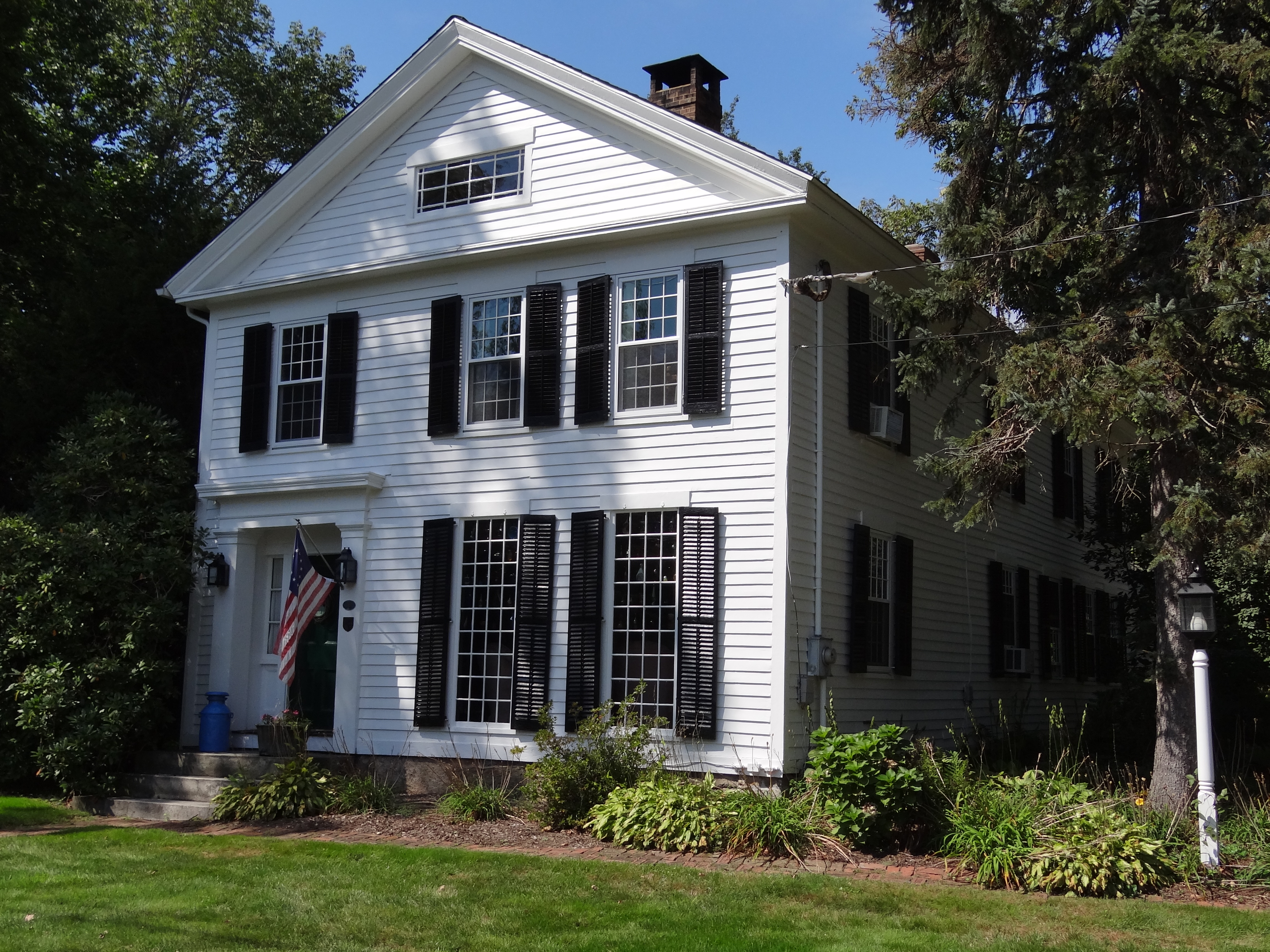
アサ・バーンズ酒場

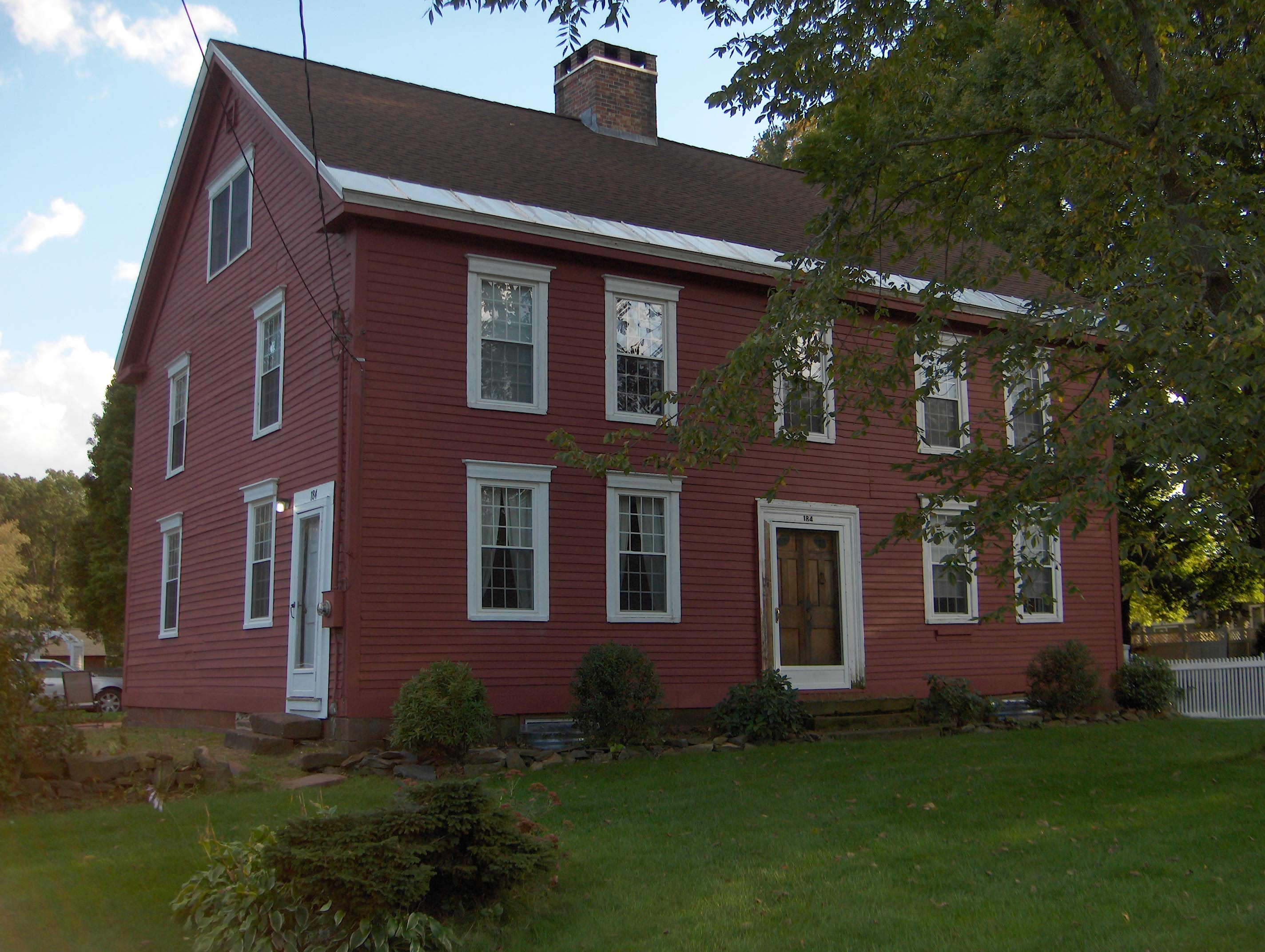
ジョサイア・カウルズ大尉邸

サジントンでは下記のように多くの家屋や地区がアメリカ合衆国国家歴史登録財に指定されている。
- ルーマン・アンドリューズ邸—アンドリューズ通り469
- アットウォーター・マニュファクチャリング会社—アットウォーター通り335
- アサ・バーンズ酒場—マリオン・アベニュー1089
- セラ・バーンズ邸—プロスペクト通り282
- バーンズ・フロスト邸—マリオン・アベニュー1177
- ブレイクスリー・フォージング会社—西メイン100
- イカボッド・ブラッドリー邸—シャトルメドウ道路537
- クラーク・ブラザーズ第1工場—南メインストリート1331
- クラーク・ブラザーズ第2工場—運河通り409
- アベリー・クラーク邸—メリデン・アベニュー1460
- ジョサイア・カウルズ大尉邸—マリオン・アベニュー184
- エベネザー・エバンス邸—ロングボトム道路17
- ファーミントン運河-ニューヘイブン・アンド・ノーサンプトン運河
- スティーブン・グラニス邸—ウェスト通り1193
- ティモシー・ハート邸—フランダース道路521
- シャトルメドウ道路1010の邸宅-シャトルメドウ道路1010
- ウェスト通り590の邸宅—ウェスト通り590
- ハーウッド会社—サマー通り379
- コンパウンス湖カルーセル—サジントンセンターのレイク・アベニュー西
- マリオン歴史地区—マリオン・アベニューとメリデン・ウォーターバリー・ターンパイク沿い
- メリデン・アベニュー-オークランド道路歴史地区—オークランド道路のメリデン・アベニューとバーリン・アベニューの間、メリデン・アベニューのオークランド道路とデルハンティ・ドライブの間
- ロスウェル・ムーア邸—アンドリューズ通り1166
- ペック・ストウ・アンド・ウィルコックス工場—センター通り217
- プランツビル歴史地区—プロスペクト通り、サマー通り、クィニピアック川、グローブ通り、南メインストリート、ウェスト通りに囲まれた地区
- J・ポーター博士邸—ベルビュー・アベニュー391
- パルツ & ウォークリー会社—西メインストリート120
- ジョナサン・ルート邸—北メインストリート140-142
- ヘンリー・スケルトン博士邸—南メインストリート889
- H・D・スミス会社ビル—ウェスト通り24
- サジントンセンター歴史地区
- サジントン公共図書館—メインストリート239
- ホレス・ウェブスター農家—サウスエンド道路577
- ウェスト通り学校—ウェスト通り1432
- ジョン・ワイトマン牧師邸—マウントバーノン道路1024
- バレンタイン・ワイトマン邸—マウントバーノン道路1112
- ウッドラフ邸—バーリン通り377.
- サミュエル・ウッドラフ大尉邸—オールドステート道路23.
- エゼキエル・ウッドラフ邸—イースト通り1152
- ジョサム・ウッドラフ邸—ウッドラフ通り137-139
- アーバナ・ウッドラフ邸—イースト通り1096